# Pollia verticillata
Pollia verticillata är en himmelsblomsväxtart som beskrevs av Hallier f. Pollia verticillata ingår i släktet Pollia och familjen himmelsblomsväxter. Inga underarter finns listade.